# Harle
El Harle és un riu de Frísia Oriental a Alemanya. Neix per l'aiguabarreig de dos rius-fonts, el Norder Tief i el Süder Tief i desemboca després de 23,5 km al Mar del Nord a Harlesiel.
És un típic riu de pòlders amb gaire desnivell. Fins a la construcció de la resclosa de desguàs Friedrichsschleuse era sotmés al moviment de la marea. Des de la resclosa terra endins es navegable amb canoa. L'estuari serveix de port esportiu, port de peix i per als transbordadors cap a les illes de Spiekeroog i Wangerooge.